# Ủy ban Công lý và Hòa bình, Hội đồng Giám mục Việt Nam
Ủy ban Công lý và Hòa bình là một tổ chức trực thuộc Hội đồng Giám mục Việt Nam được thành lập vào năm 2010. Ủy ban này có nhiệm vụ cổ vũ công lý và hòa bình tại Việt Nam theo đường hướng và mô hình Hội đồng Giáo hoàng về Công lý và Hòa bình của Giáo hội Công giáo Hoàn vũ nhưng thích ứng với điều kiện văn hóa và xã hội ở Việt Nam.

## Lĩnh vực hoạt động
- Công lý: quan tâm đến các lĩnh vực công lý trong xã hội, giới lao động, vấn đề phát triển, phân phối của cải...; khích lệ suy tư về sự biến đổi của các thể chế chính trị, kinh tế, tài chính; phân tích những vấn đề liên quan đến môi trường và việc sử dụng tài nguyên thiên nhiên một cách có trách nhiệm.
- Hòa bình: nghiên cứu những vấn đề liên quan đến chiến tranh, an ninh và bạo động dưới nhiều hình thức khác nhau như khủng bố, chủ nghĩa yêu nước cực đoan...; tìm hiểu các cơ cấu chính trị; sự dấn thân của người Công giáo trong lĩnh vực giáo dục, văn hóa, chính trị...; cổ động Ngày Hòa bình Thế giới và đề cao nền giáo dục vì hòa bình.
- Nhân quyền: đề cao nhân phẩm con người để làm nền tảng của việc thăng tiến; bảo vệ những quyền bất khả xâm phạm của con người; nghiên cứu những đề tài đang tranh luận trong xã hội; quan tâm can thiệp cho các nạn nhân của những vụ vi phạm nhân quyền và đề nghị các giải pháp cụ thể.